# 弗伦奇堡 (肯塔基州)
弗伦奇堡（英語：Frenchburg），是美国肯塔基州的一座城市。建立于1869年，面积约为2.1平方公里（0.8平方英里）。根据2010年美国人口普查，该市的人口为486人。